# Spermacoce aprica
Spermacoce aprica là một loài thực vật có hoa trong họ Thiến thảo. Loài này được (Hiern) Govaerts miêu tả khoa học đầu tiên năm 1996.